# 布城司法宮
司法宫是位于马来西亚布城联邦直辖区的一栋建筑物，也是马来西亚的终审法院——马来西亚联邦法院（Federal Court）的所在地。

## 历史
司法宫由aQidea Architect设计，其建筑风格采用新古典主義、帕拉第奧式建築、伊斯兰建筑风格和摩尔式建筑，是一栋结合西方与伊斯兰建筑风格的建筑物。司法宫于1999年动土，2000年开始建造，2003年完工，并于2004年正式启用。
1985年，马来西亚国会通过修宪终止了英国樞密院的终审权，马来西亚联邦法院成为最高终审法院。2000年，马来西亚联邦法院从吉隆坡搬迁至布城。2004年，布城司法宫正式成为马来西亚联邦法院所在地。

## 建筑物

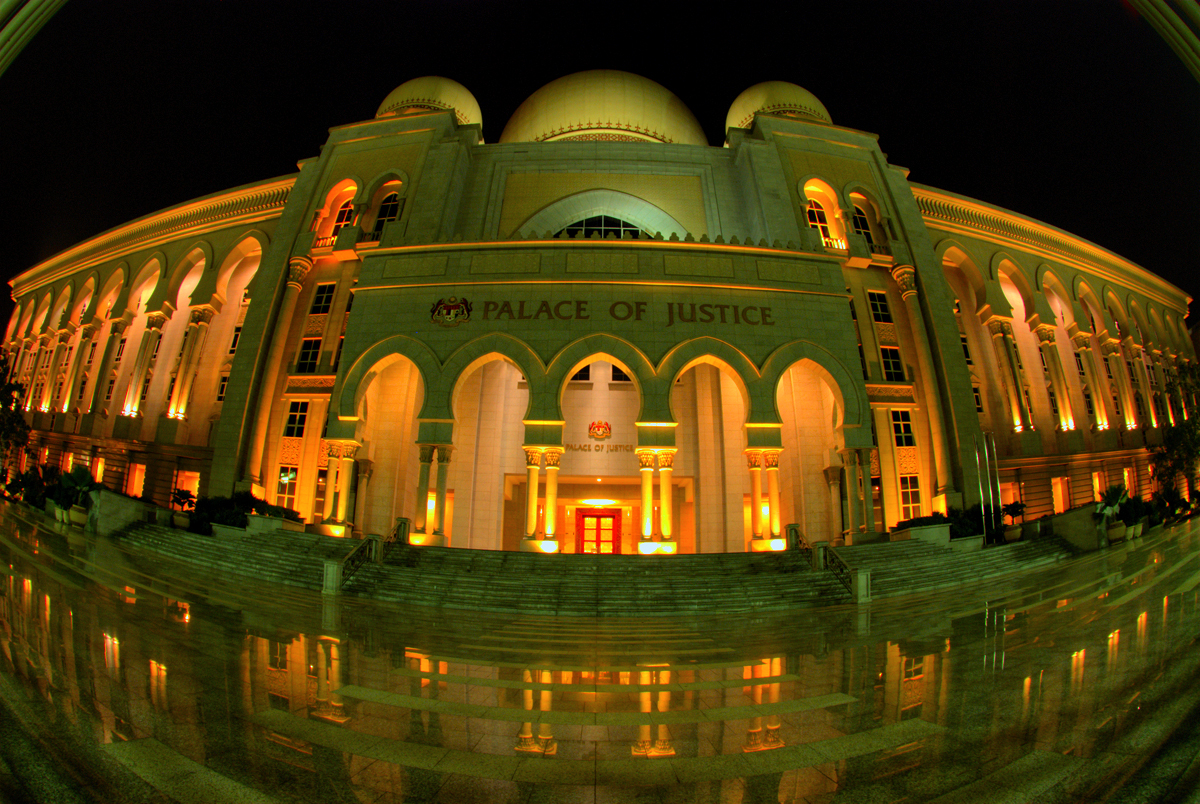
司法宫（Palace of Justice）正门

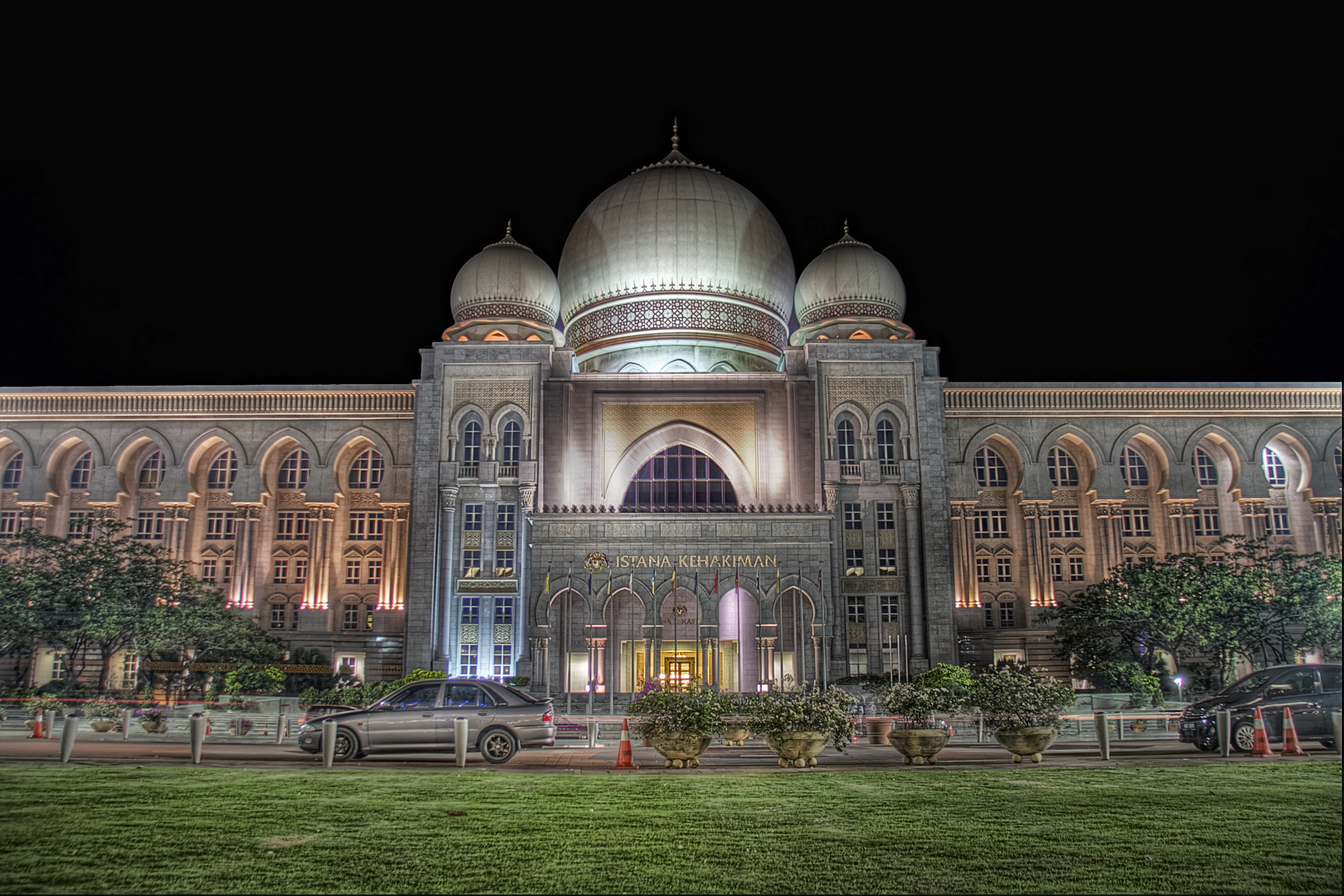
司法宫夜景
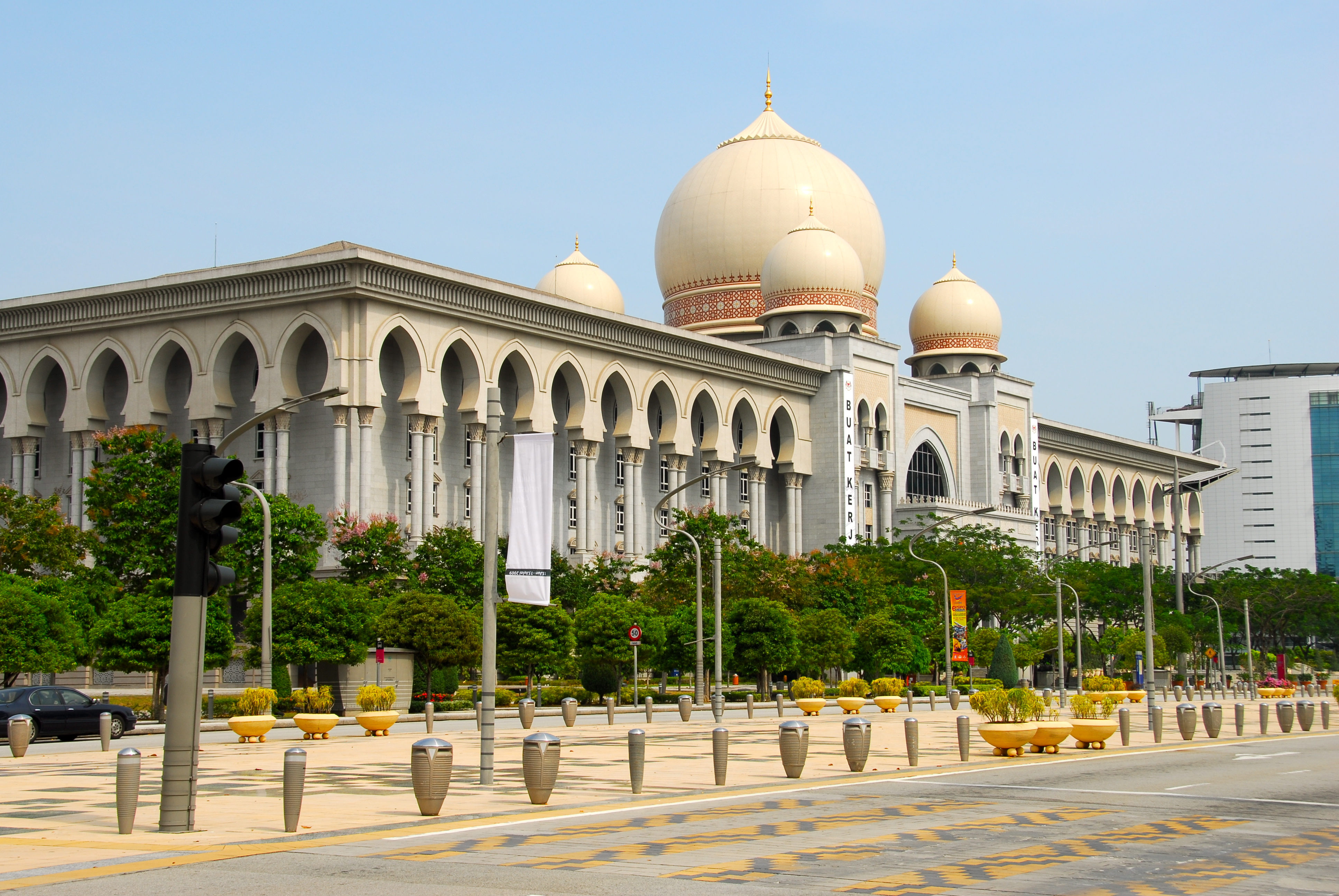
司法宫侧景（左）
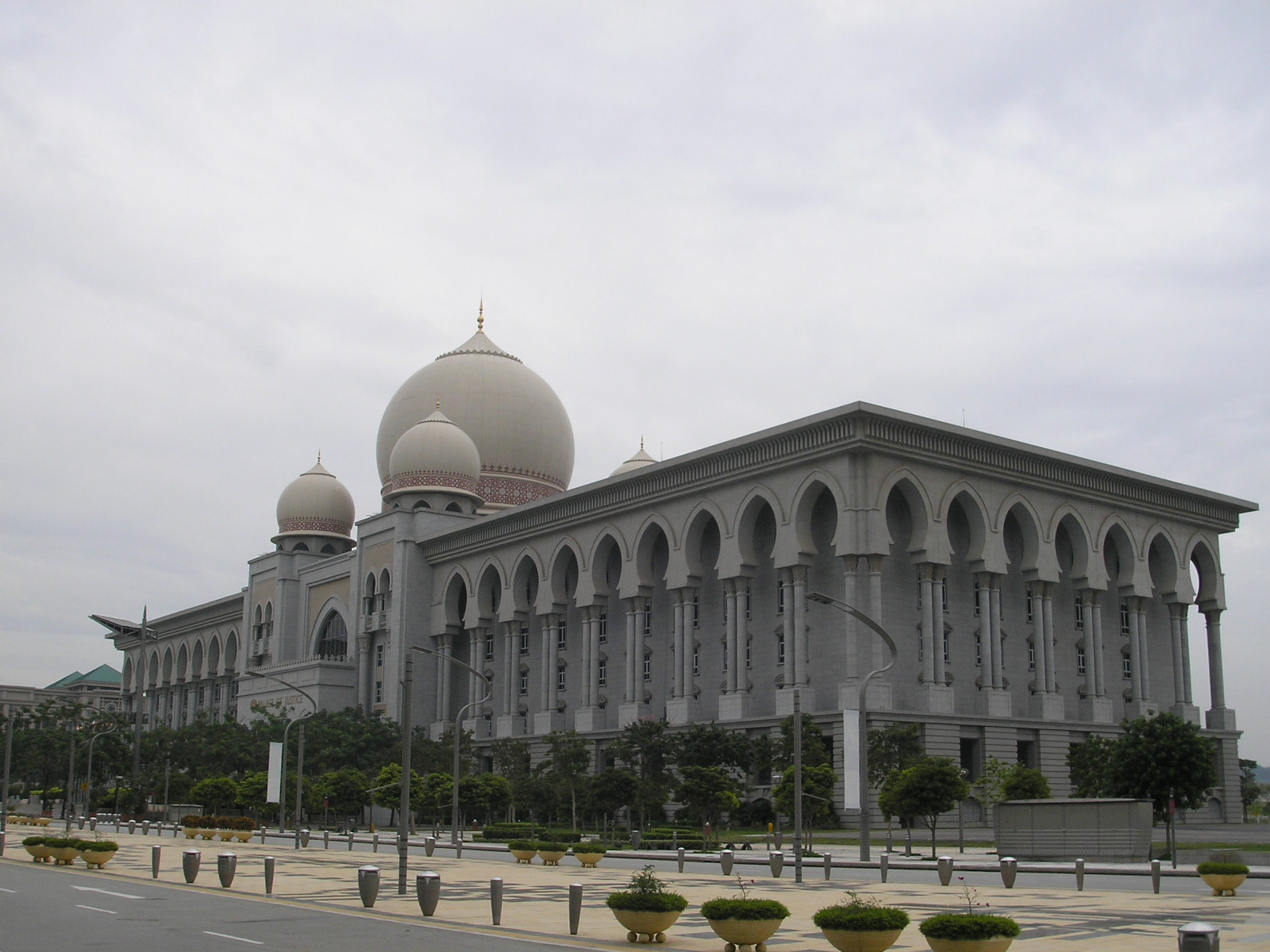
司法宫侧景（右）
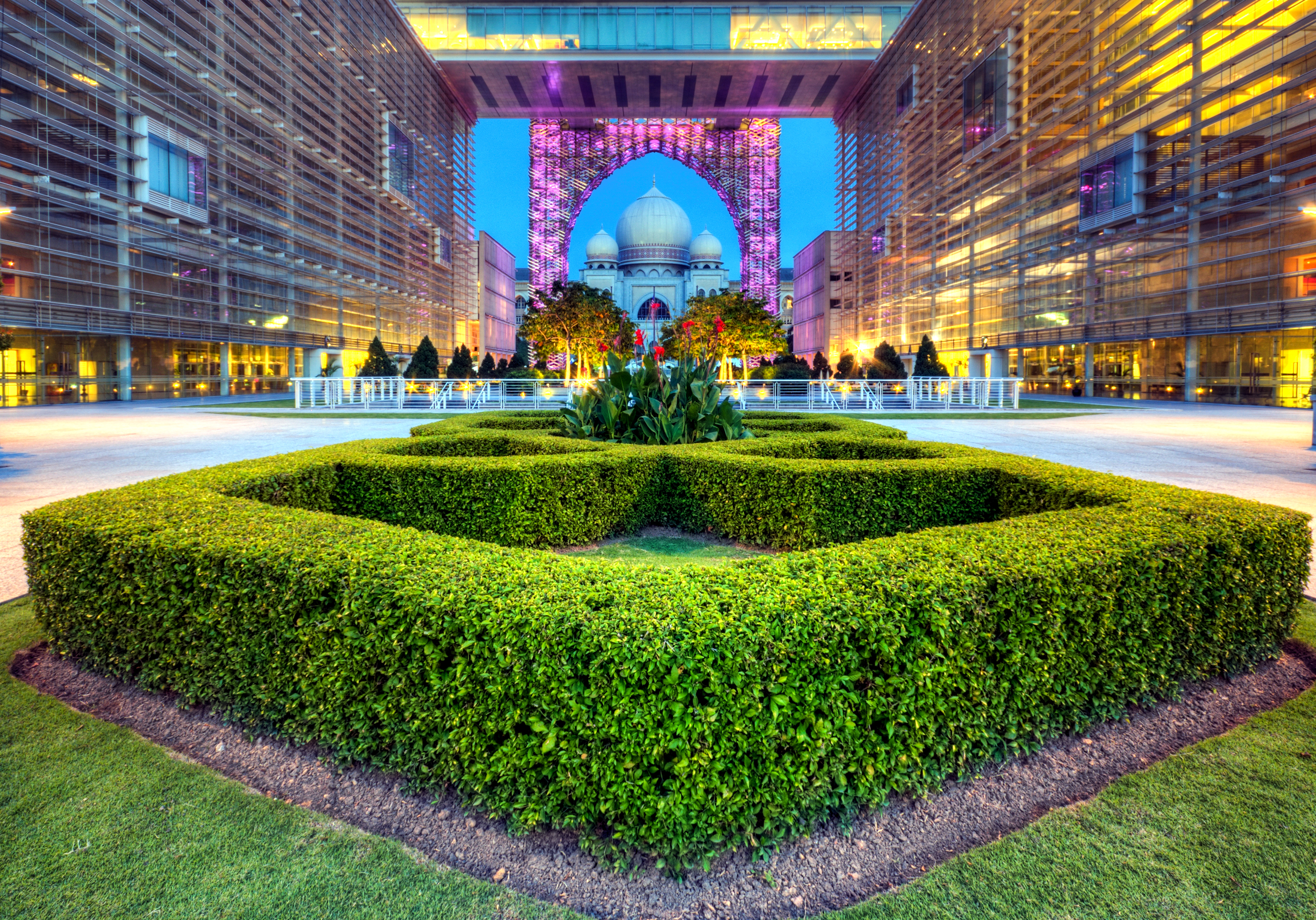
司法宫（Blue Hour）
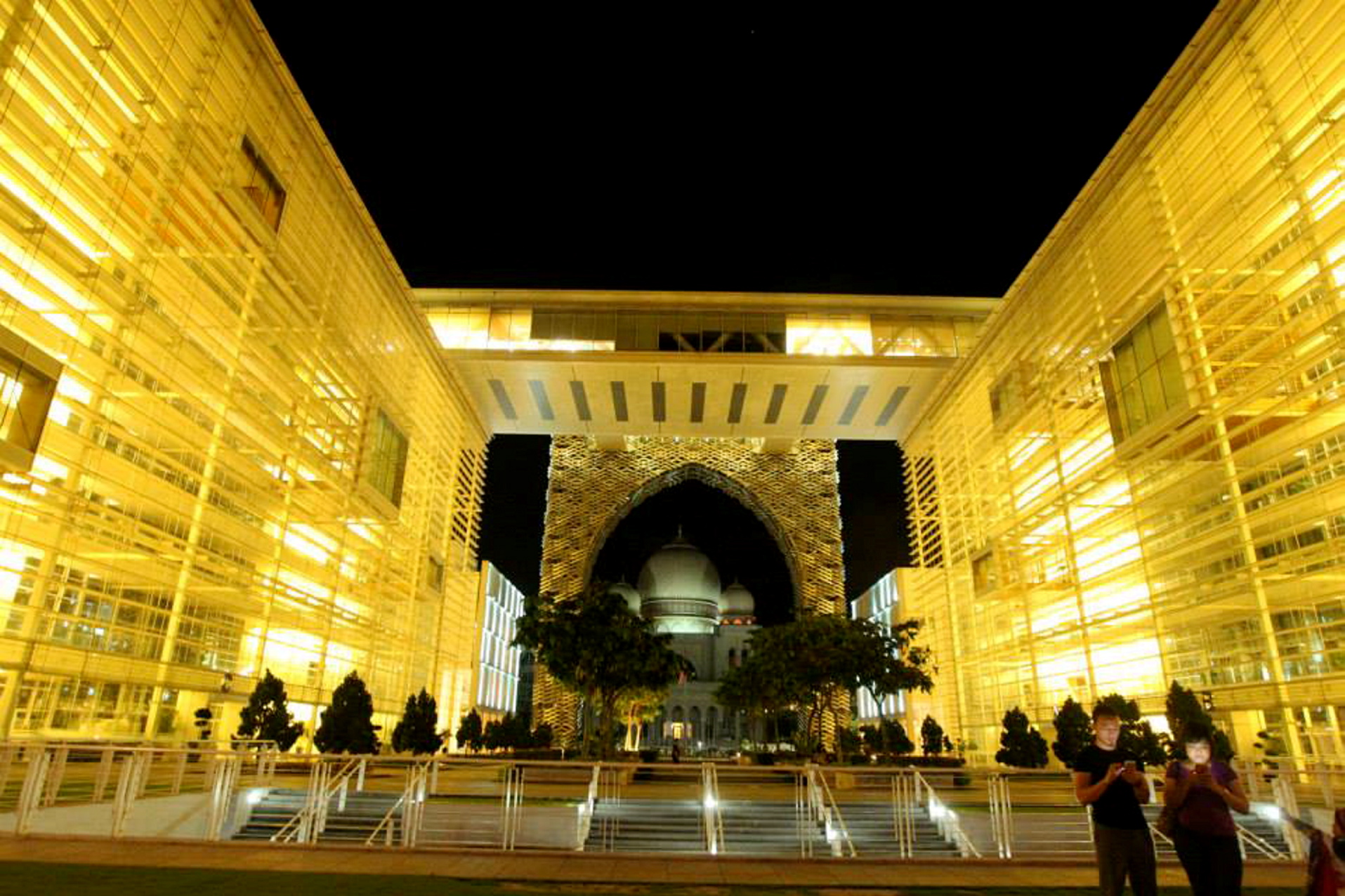
司法宫（Yellow Hour）
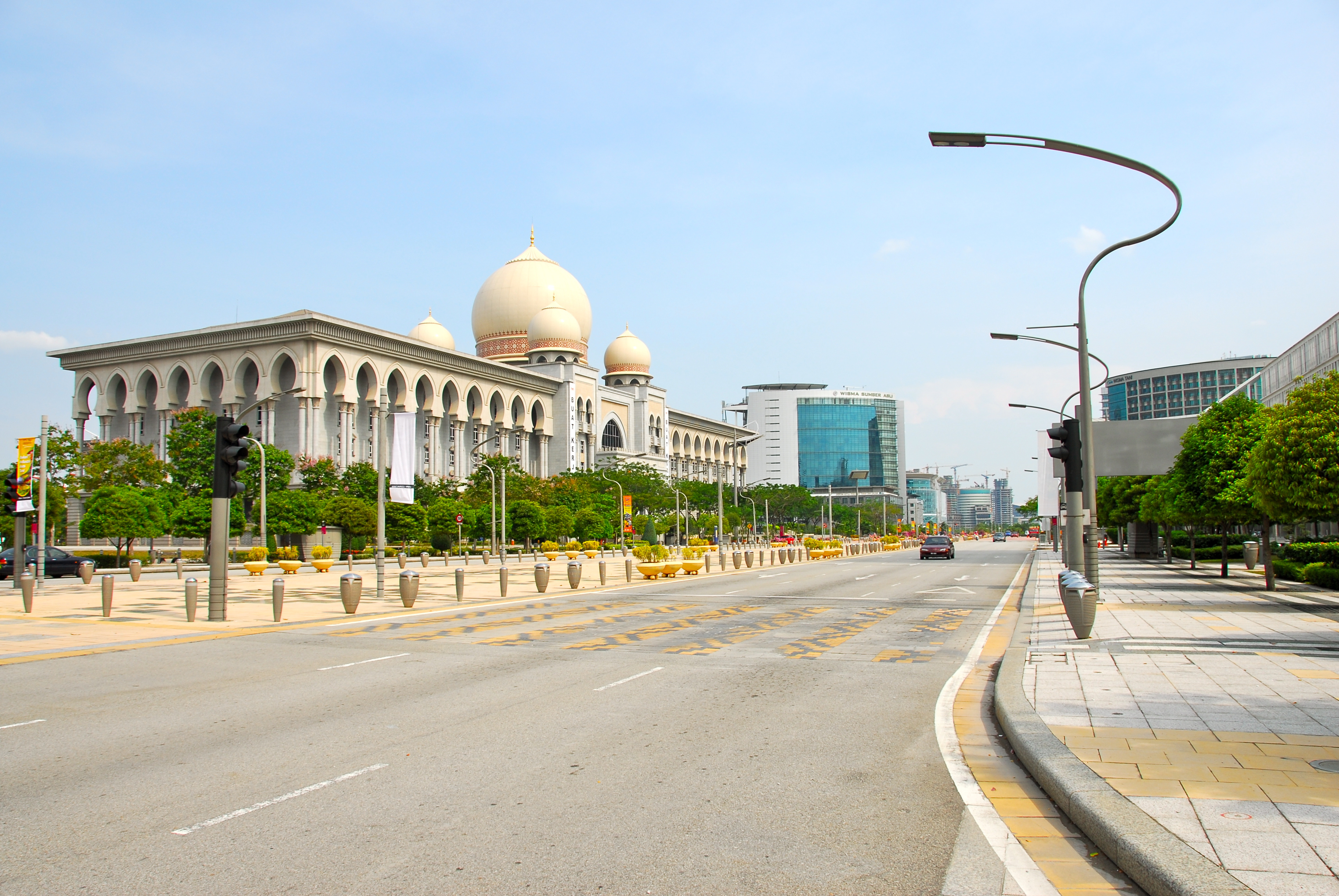
布城第三区
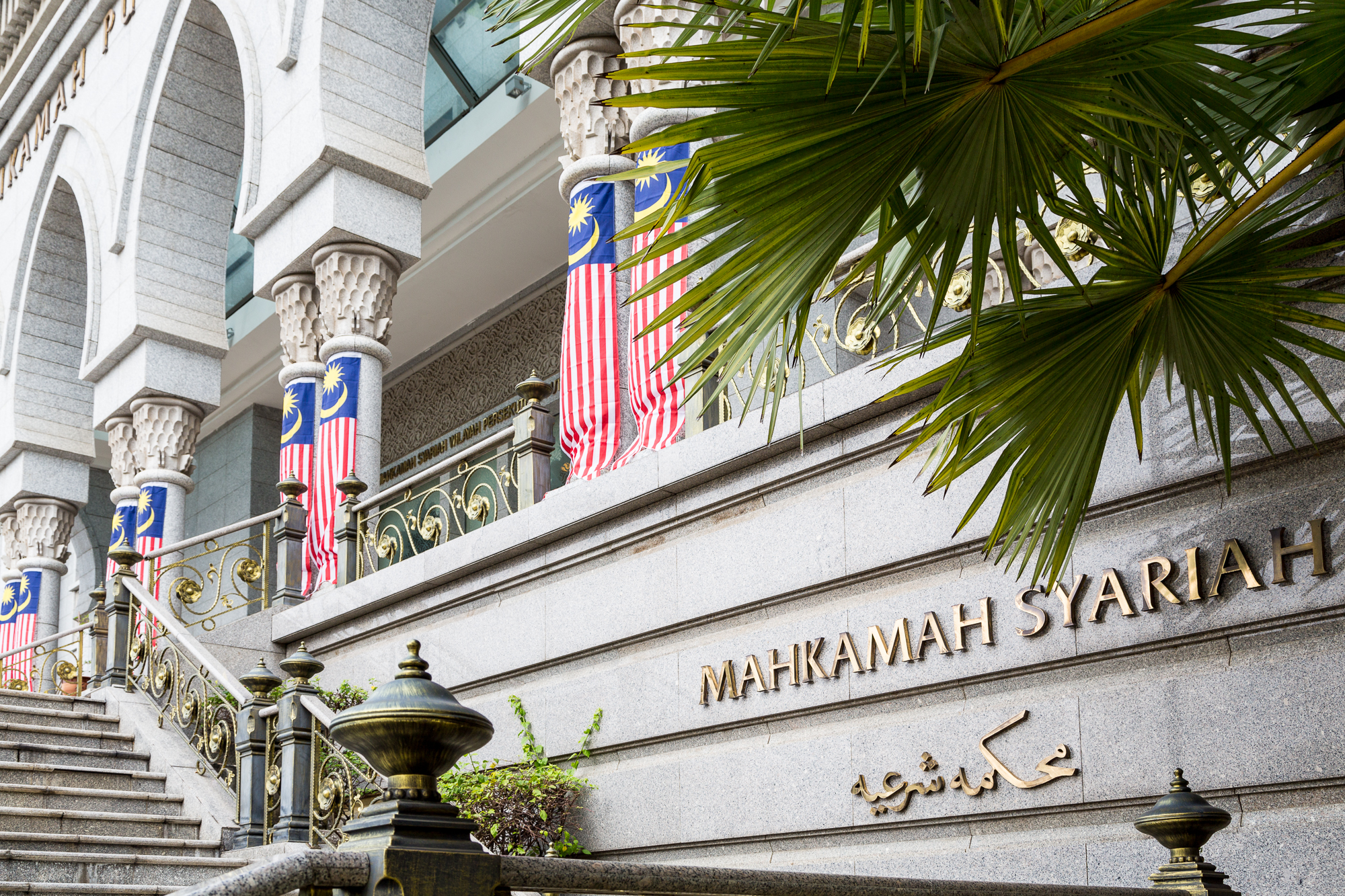
司法宫内的穆斯林事务法庭（伊斯兰法庭）[註 1]